# Checupa fortissima
Checupa fortissima är en fjärilsart som beskrevs av Moore 1867. Checupa fortissima ingår i släktet Checupa och familjen nattflyn. Inga underarter finns listade i Catalogue of Life.

## Bildgalleri

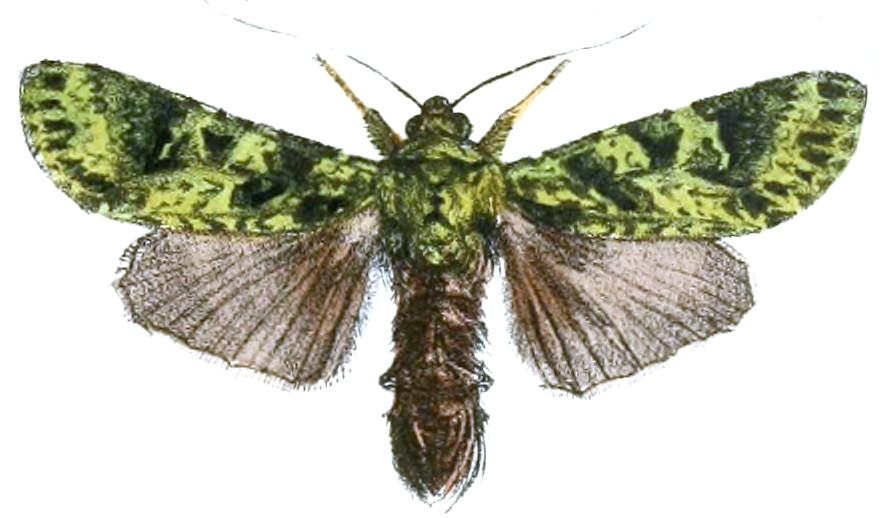